# Kanton Montcenis
Der Kanton Montcenis war bis 2015 ein französischer Wahlkreis im Arrondissement Autun im Département Saône-et-Loire und in der Region Burgund; sein Hauptort war Montcenis. Vertreter im Generalrat des Départements war zuletzt von 2008 bis 2015 Thomas Thévenoud (PS). 
Der Kanton war 247,77 km² groß und hatte (1999) 16.807 Einwohner, was einer Bevölkerungsdichte von 68 Einwohnern pro km² entsprach. Er lag im Mittel auf 328 Meter über dem Meeresspiegel, zwischen 277 m in Blanzy und 643 m in Charmoy. 

## Gemeinden
Der Kanton bestand aus acht Gemeinden:
| Gemeinde                     | Einwohner Jahr | Fläche km² | Bevölkerungsdichte | Code INSEE | Postleitzahl |
| ---------------------------- | -------------- | ---------- | ------------------ | ---------- | ------------ |
| Les Bizots                   | 469 (2013)     | 21,69      | 22 Einw./km²       | 71038      | 71710        |
| Blanzy                       | 6.515 (2013)   | 39,95      | 163 Einw./km²      | 71040      | 71450        |
| Charmoy                      | 260 (2013)     | 39,54      | 7 Einw./km²        | 71103      | 71710        |
| Marmagne                     | 1.237 (2013)   | 32,26      | 38 Einw./km²       | 71282      | 71710        |
| Montcenis                    | 2.195 (2013)   | 12,33      | 178 Einw./km²      | 71309      | 71710        |
| Saint-Berain-sous-Sanvignes  | 1.068 (2013)   | 45,07      | 24 Einw./km²       | 71390      | 71300        |
| Saint-Symphorien-de-Marmagne | 847 (2013)     | 37,31      | 23 Einw./km²       | 71482      | 71710        |
| Torcy                        | 3.116 (2013)   | 19,62      | 159 Einw./km²      | 71540      | 71210        |

## Bevölkerungsentwicklung
| 1962   | 1968   | 1975   | 1982   | 1990   | 1999   | 2006   | 2011   |
| ------ | ------ | ------ | ------ | ------ | ------ | ------ | ------ |
| 11.307 | 11.808 | 15.177 | 17.709 | 17.852 | 16.807 | 15.838 | 15.835 |